# Maryvonne Le Flem
Maryvonne Le Flem, née le 1er novembre 1841 et morte le 19 juillet 1926, est une collecteuse de contes bretonne. Elle a vécu au lieu dit Crec'h Morvan, à Port-Blanc en côte d'Armor,. Chanteuse et conteuse traditionnelle, elle est la principale informatrice d'Anatole le Braz pour La légende de la mort et de Maurice Duhamel pour les chansons.
Dans les notes d'Anatole le Braz elle apparaît sous différents noms : Marie-Yvonne Le Flem, Maryvonne Mainguy, ou Marivon Vraz.

## Biographie
Maryvonne est la fille de Martin Le Flem, maçon, tailleur de pierre, chasseur, et de Claude L'Ollivier. Elle commence à travailler à 11 ans sur des chantiers de maçonnerie puis comme couturière, et n'ira jamais à l'école. Elle va de maison en maison, apprend et chante de nombreuses mélodies. Parlant uniquement le breton, son répertoire est entièrement mémorisé de manière orale. Si elle a connu la faim, elle dira à Le Braz qu'elle n'a jamais mendié. D'une force morale, mais aussi physique et d'une taille exceptionnelles (on la surnomme "La Grande" ou "La Géante"), elle pratiquera aussi le métier de mineuse, c'est-à-dire qu'elle fait exploser à la poudre les pierres des champs. Jusqu'à sa mort elle ramassera des algues et des lichens de mer, métier mieux payé que d'autres mais très dur. Elle dira "tout le goémon de l'île du Château est à moi"[réf. nécessaire].
En 1873, encore célibataire, elle met au monde Françoise. Elle épousera ensuite Laurens Mainguy (dit Laur), pécheur d'Islande, ils auront trois garçons.
En 1891 Laur, Maryvonne, et aussi Claude Mainguy, elle aussi chanteuse, participeront aux soirées de collectage que Le Braz organise et qui serviront entre autres à la publication de La légende de la Mort[réf. nécessaire].

## Répertoire
Entre le moment où Anatole le Braz rencontre Maryvonne le Flem et la publication des Musiques Bretonnes par Maurice Duhamel en 1913, ont été transcrites une trentaine de mélodies, les paroles d'une vingtaine de chansons et quatre histoires dans la Légende de la mort.
Un des récits les plus impressionnants qu'elle nous a transmis est un Gwerz, l'épopée de Marc'harid Charlez, brigande des forêts, cheffe d'une bande de 500 voleurs.
Celui-ci a été transcrit et traduit en français par Anatole Le Braz, dans Vieilles Histoires du Pays Breton, publié pour la première fois en 1897.